# Malukai halción
A malukai halción (Todiramphus diops) a madarak osztályának szalakótaalakúak (Coraciiformes) rendjébe, ezen belül a jégmadárfélék (Alcedinidae) családjába tartozó faj.
Magyar neve forrással nincs megerősítve.

## Rendszerezése
A fajt Coenraad Jacob Temminck holland arisztokrata és zoológus írta le 1877-ben, az Alcedo nembe Alcedo diops néven.

## Előfordulása
Az Indonéziához tartozó Maluku-szigetek területén honos. Előfordul  Morotai, Ngelengele, Halmahera, Damar, Ternate, Tidore, Moti, Bacan, Obi és Obilatu szigetén.
Természetes élőhelyei a szubtrópusi és trópusi síkvidéki esőerdők, mangroveerdők és lombhullató erdők, valamint ültetvények és szántóföldek. Állandó, nem vonuló faj.

## Megjelenése
Testhossza 19 centiméter, testtömege 41–65 gramm.

## Életmódja
Rovarokkal táplálkozik.

## Természetvédelmi helyzete
Az elterjedési területe elég kicsi, egyedszáma viszont stabil. A Természetvédelmi Világszövetség Vörös listáján nem fenyegetett fajként szerepel.